# Edwardsia californica
Edwardsia californica är en havsanemonart som först beskrevs av McMurrich 1913.  Edwardsia californica ingår i släktet Edwardsia och familjen Edwardsiidae. Inga underarter finns listade i Catalogue of Life.